# Domenico Cimarosa
Domenico Cimarosa (Aversa, 1749. december 17. – Velence, 1801. január 11.) 18. századi olasz zeneszerző, az opera buffa egyik legismertebb és legnagyobb mestere. Fő műve, A titkos házasság, a 18. század legnépszerűbb vígoperája volt. Nevének jelentése: az Úr rózsaszín hegycsúcsa.

## Élete
1749. december 17-én, szegény szülők gyermekeként látta meg a napvilágot. Noha születése napja szerdára esett, a Domenico (am. az Úré) nevet kapta a keresztségben, amelyet szokásosan a vasárnap születetteknek adtak. Édesapja, Gennaro Cimarosa kőműves, édesanyja mosónő volt. Szülei nem tudták anyagilag finanszírozni tanulmányait, ezért a minoriták támogatásával a szegényeknek fenntartott ingyenes iskolába járt. Zenei tehetsége korán megmutatkozott, és a szerzetesrend támogatásával már 12 évesen a nápolyi konzervatóriumba küldték tanulni. A történet szerint édesapja a Capodimonte-palota építésén dolgozott, amikor baleset érte és meghalt. Ezután özvegye egy kolostorban dolgozott. A kis Domenicóra itt figyelt fel a kolostor orgonistája. Így vált lehetővé, hogy Cimarosa a korszak egyik legrangosabb intézményében részesüljön felsőfokú zenei képzésben.
A konzervatóriumban Antonio Sacchini és Niccolò Piccinni voltak a mesterei. Énekelni, hegedülni és orgonálni tanult, valamint tanárai, elsősorban Gennaro Manna közvetítésével megismerte későbbi zenei stílusát és ízlésvilágát meghatározó mesterek munkásságát: Francesco Durante, Alessandro és Domenico Scarlatti voltak rá a legnagyobb hatással. Első kompozíciói egyházzenei darabok voltak, aztán konzervatóriumi tanulmányai végén írt egy operát, A gróf szeszélyei címmel, és később ebben a műfajban aratta legnagyobb sikereit. Az opera ősbemutatója 1772-ben volt, Cimarosa karrierje ekkor kezdett felfelé ívelni. Operáit főként nápolyi színházak számára írta, de hamar eljutott a híre Rómába, Milánóba, Velencébe és Firenzébe is. Rómában Goethe megtekintette több operájának előadását, és neki köszönhető, hogy később Weimarban színre vitték a Le trame deluse és A titkos házasság című operáit (a darabok színpadra állítását a költőfejedelem maga rendezte meg).
Zeneszerzői karrierje elsősorban azért tudott olyan gyorsan és könnyen felívelni, mert a nápolyi zenei életet addig uraló két szerző, Piccinni és Paisiello külföldi színházakkal kötött szerződést. Piccinni Párizsba, míg Paisiello Szentpétervárra utazott és működött hosszú éveken át. 1780-ban volt az első milánói bemutatója, és ezzel ötven évig ő lett a város legnépszerűbb operaszerzője. Közben Weimar mellett, Drezdában és Lipcsében is bemutatták több művét is.
1779-ben Nápoly királyi orgonistája lett, ezzel párhuzamosan a velencei Ospedaletto konzervatórium karnagyi tisztségét is betöltötte. 1784–1787 között elsősorban Firenze színházai számára komponált. 1789-ben II. Katalin meghívta udvarába, ahol Paisiello utódjaként udvari zeneszerző és karmester, valamint a Szentpéterváron működő olasz opera karmestere lett. Oroszországban is szép sikereket ért el, ennek ellenére 1791-ben otthagyta a cári udvart, egyesek szerint a hideg teleket nem tudta megszokni. Bécsbe utazott, ahol két évig a császári udvari zenekart vezette. Ezekben az években aratta élete legnagyobb sikerét, az 1792-ben bemutatott A titkos házasság című operájával. Az ősbemutatón a közönségnek annyira tetszett a darab, hogy az előadás végén nem voltak hajlandóak távozni, ezért II. Lipót utasította az előadókat, hogy még egyszer játsszák el az operát.
Cimarosa II. Lipót halála után, 1793-ban tért vissza Nápolyba, ahol Paisiellóval a franciák ellen kitört nápolyi forradalom lelkes híve lett. Luigi Rossi versére egy hazafias himnuszt írt, amit nyilvánosan elénekelt a Bourbonok zászlajának elégetésekor. A forradalom után elfogták és börtönbe vetették. Eredetileg halálra ítélték, de befolyásos pártfogói megmentették az életét. Végül kegyelmet kapott, de miután kiszabadult a börtönből, visszavonult a nyilvános szerepléstől. A royalisták az ellenségüknek tartották, pedig a forradalom bukása után még írt egy kantátát is az új király, Ferdinánd tiszteletére.
Halála után hamar szárnyra kapott az a szóbeszéd, amely szerint Mária Karolina királyné utasítására mérgezték meg. Más források azonban úgy tudják, hogy vissza akart térni Szentpétervárra, de útban Oroszország felé rákos betegsége végzett vele. Az nápolyi udvar a zeneszerző 1801. január 11-én bekövetkezett halála után nem sokkal közleményt adott ki, amely szerint a Cimarosa halálát hosszan tartó betegeskedése okozta.

## Munkássága
Cimarosa elsősorban mint operaszerző él a köztudatban. Hatvannégy opera mellett azonban száz koncertária és dal, több mise, oratórium, kantáta, egy rekviem, harminckét zongoraszonáta alkotja gazdag életművét. Zenéje a kor formáit és hagyományait követi, jól felkészült, virtuóz zeneszerzőre vall. Legnagyobb érdeme abban állt, hogy továbbfejlesztette és ötvözte a korszak formakincseit és stílusait, ezáltal mutatva előre a következő századra. Pályája elején elsősorban opera seriák kerültek ki a kezei alól, de tehetségét az opera buffa műfajában jobban ki tudta bontakoztatni. Itália legnépszerűbb szerzője volt korában, népszerűsége már pályája középső szakaszában megelőzte Piccinniét.
Cimarosa zenéje egyfajta átmenet volt Mozart és Rossini stílusa között. Hangszerelése színes, áriái nagy szerkezeti változatosságot mutatnak. Nem alkalmazta a bel canto technikáját, és nagy újítása volt, hogy Mozart után a cselekményt is előrevivő együttesek gazdag választékával komponálta meg legjobb operáit. Ezzel megtörte a korszakban uralkodó merev ária-recitativo, rövid kórusbetétek váltakozását, ami a többi olasz szerző operáira annyira jellemző volt. Jelenet építkezése is igen modern és ötletes: általában egy negyedórás kisebb együttesből indul ki, amely végül a tuttiban tetőzik. Opera seriái rengeteg buffa elemet tartalmaznak, ennek következtében igen dinamikusak.
Színpadi művei az 1780–1790-es években Magyarországon is nagy népszerűségnek örvendtek: Pozsonyban és Pesten is rendszeresen játszották őket az elsősorban német operatársulatok. Eszterházán Haydn tizenkét operáját vitte színre 1783–1790 között, az utókor valóságos Cimarosa-kultuszt tart számon Pompakedvelő Miklós herceg udvarában. A titkos házasság ma is része az alaprepertoárt kiegészítő daraboknak a világ számos operaházában. A Magyar Állami Operaház 2004-ben újította fel legutóbb, de már jó pár éve nincs műsoron.

## Operái
- Le stravaganze del conte 1772
- La finta parigina 1773
- I sdegni per amore 1776
- I matrimoni in ballo 1776
- La frascatana nobile 1776
- I tre amanti 1777
- Il fanatico per gli antiche Romani 1777
- L'Armida immaginaria 1777
- Gli amanti comici, o sia La famiglia in scompiglio 1778?
- Il ritorno di Don Calandrino 1778
- Le stravaganze d'amore 1778
- Il matrimonio per industria 1778?
- La contessina 1778
- Il matrimonio per raggiro 1778/9?
- L'italiana in Londra 1779
- L'infedeltà fedele 1779
- Le donne rivali 1780
- Cajo Mario 1780
- I finti nobili 1780
- Il falegname 1780
- L'avviso ai maritati 1780?
- Il capriccio drammatico 1781?
- Il pittor parigino 1781
- Alessandro nell'Indie 1781
- L'amante combattuto dalle donne di Punto 1781
- Giunio Bruto 1781
- Giannina e Bernardone 1781
- Il convito 1782
- L'amor costante 1782
- L'eroe cinese 1782
- La ballerina amante 1782
- La Circe 1783
- I due baroni di Rocca Azzurra 1783
- La villana riconosciuta 1783
- Oreste 1783
- Chi dell'altrui si veste presto si spoglia 1783
- Il vecchio burlato 1783
- I matrimoni impensati 1784
- L'apparenza inganna, o sia La villeggiatura 1784
- La vanità delusa 1784
- L'Olimpiade 1784
- I due supposti conti, ossia Lo sposo senza moglie 1784
- Artaserse 1784
- Il barone burlato 1784
- Li finti conti 1785
- I fratelli papamosche 1785
- Le statue parlante 1785
- Il marito disperato 1785
- La donna sempre al suo peggior s'appiglia 1785
- Il credulo 1786
- Le trame deluse 1786
- L'impresario in angustie 1786
- La baronessa stramba 1786
- Gli amanti alla prova 1786 Naples
- L'impostore punito 1786
- Volodimiro 1787
- Il fanatico burlato 1787
- La felicità inaspettata 1788
- La vergine del sole 1788?
- La scuffiara 1788
- La Cleopatra 1789
- Il matrimonio segreto 1792
- Sophie et Dorval ?
- Il matrimonio per susurro ?
- La calamità dei cuori 1792
- Contrattempi 1793
- Amor rende sagace 1793
- I traci amanti 1793
- Il maestro di cappella 1793
- Le astuzie femminili 1794
- La pupilla astuta 1794
- La serva innamorata 1794
- Penelope 1795
- Le nozze in garbuglio 1795
- L'impegno superato 1795
- La finta ammalata 1796
- I nemici generosi 1796
- Gli Orazi ed i Curiazi 1797
- La morte di Assalonne ?
- Achille all'assedio di Troja 1797
- L'imprudente fortunato 1797
- Artemisia regina di Caria 1797
- Attilio Regolo 1797
- Le nozze di Lauretta 1797?
- L'apprensivo raggirato 1798
- Il secreto 1798
- Semiramide 1799
- Il conte di bell'amore ?
- L'arte contro l'arte 1800
- Artemisia 1801
- Il nuovo podestà 1802
- Tiro Vespasiano 1821
- La discordia fortunata ?
- L'ajo nell'imbarazzo ?
- Le donne vendicate ?
- Il cavalier del dente ?
- La Molinara ?